# Latarnia morska w Colonia del Sacramento
Latarnia morska w Colonia del Sacramento (hiszp. Faro de Colonia del Sacramento) – znak nawigacyjny w postaci wieży w południowo–zachodniej części Urugwaju, na północnym wybrzeżu La Platy. Znajduje się na terenie historycznej dzielnicy miasta Colonia del Sacramento wpisanej na listę światowego dziedzictwa UNESCO.
Latarnia zbudowana została na ruinach klasztoru (Convento de San Francisco Javier) wzniesionego przez Portugalczyków w 1682 roku. Budowa latarni rozpoczęła się w 1845 roku, ale została przerwana przez przedłużającą się wojnę domową, która ostatecznie zakończyła się w 1852 roku. Do użytku została oddana w styczniu 1857.
Biała wieża o wysokości 12 metrów w dolnej części jest zbudowana na planie kwadratu, a górna część jest cylindryczna. Laterna pomalowana jest w kolorach białym i czerwonym. Do zasilania latarni w przeszłości wykorzystywano lampy naftowe i acetylenowe. Od 1997 roku wykorzystuje się energię elektryczną pochodzącą z ogniw słonecznych. Początkowo latarnia nadawała białe błyski. Obecnie światło usytuowane 34 m n.p.m. nadaje dwa czerwone błyski co 9 sekund. Jego zasięg wynosi 7,8 mil morskich. Obsługiwana jest przez latarników.
Latarnia jest dostępna dla zwiedzających za opłatą.